# Lights (Musikerin)

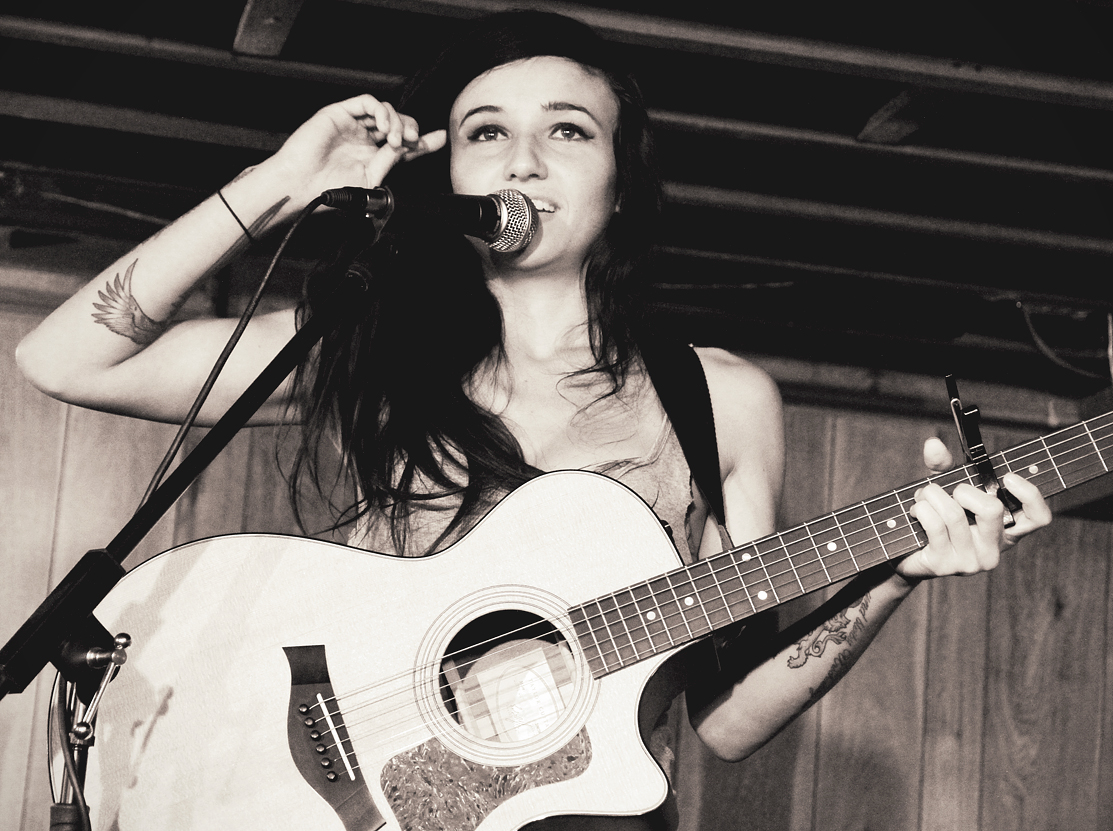
Lights bei einem Liveauftritt in Toronto, Kanada

Valerie Anne Poxleitner alias Lights (* 11. April 1987 in Timmins, Ontario) ist eine kanadische Musikerin.

## Leben
Poxleitner wurde im kanadischen Timmins geboren. Da ihre Eltern oft umzogen, verbrachte sie ihre Schulzeit unter anderem auf den Philippinen und in Jamaica. Die Familie kehrte 1997 nach Kanada zurück. Poxleitner wandte sich dann der Musik zu und schrieb bald erste Musikstücke. Im Alter von 18 Jahren zog sie zuhause aus und ließ sich in Toronto nieder. Mehrere ihrer Musikstücke, darunter February Air wurden von der kanadischen Einzelhandelskette Old Navy für eine Werbekampagne genutzt.
Im April 2008 erschien ihre erste selbstbetitelte EP Lights, die Platz 3 des MuchMusic Countdowns erreichte. Die Nachfolgesingle Drive My Soul erreichte dann Platz 1 bei MuchMusic. Die Single gewann mehrere Preise. Es folgte eine erste Tournee durch Kanada, die USA und Großbritannien. 
2009 erschien das Debütalbum The Listening, das Mitte November 2011 in Kanada mit einer Goldenen Schallplatte ausgezeichnet wurde. Am 4. Oktober 2011 veröffentlichte Lights ihr zweites Studioalbum Siberia, für das sie mit der Gruppe Holy Fuck und Rapper Shad zusammengearbeitet hatte. Lights nahm 2010 die Lieder Don’t Go und Crucify Me mit der britischen Band Bring Me the Horizon und ebenso 2013 mit der amerikanischen Band Blessthefall den Song Open Water auf. Siberia wurde ebenfalls mit einer Goldenen Schallplatte ausgezeichnet.
Am 12. Mai 2012 heiratete Lights Beau Bokan, Sänger der Band Blessthefall. Beide hatten sich auf einem Konzert der Gruppe Taking Back Sunday kennengelernt. Am 15. Februar 2014 brachte sie ihr erstes Kind zur Welt.

## Diskografie

### Alben
- 2009: The Listening
- 2011: Siberia
- 2013: Siberia Acoustic
- 2014: Little Machines
- 2016: Midnight Machines
- 2017: Skin and Earth
- 2019: Skin and Earth Acoustic
- 2022: Pep
- 2025: A6

### EPs
- 2008: Lights
- 2010: Acoustic
- 2012: Siberia (Remixed)
- 2012: iTunes Session

### Kompilationen
- 2013: Siberia Acoustic

### Singles
- 2008: Drive My Soul (CA: Gold)
- 2009: Saviour (CA: Gold)
- 2009: Every Day (mit Ten Second Epic)
- 2009: The Listening
- 2009: Ice
- 2010: Second Go
- 2010: My Boots
- 2010: Wavin’ Flag (mit Young Artists for Haiti)
- 2011: Everybody Breaks a Glass
- 2011: Toes
- 2012: Banner
- 2012: Where the Fence Is Low
- 2012: True Colors (mit Artists Against Bullying)
- 2013: Cactus in the Valley (feat. Owl City)
- 2013: Up We Go (CA: Gold)
- 2013: No One Knows Who We Are (mit Kaskade & Swanky Tunes)
- 2015: Running with the Boys
- 2015: Zero Gravity (mit Borgeous)
- 2017: Giants
- 2017: Skydiving
- 2018: Drama Free (mit Deadmau5)
- 2019: Amateurs (mit Sleepy Tom)
- 2019: Love Me (mit Felix Cartal)
- 2019: Happy Xmas (War Is Over)

## Auszeichnungen und Nominierungen
- 2009: Juno-Award: „New Artist of the Year“
- 2012: Nominiert für den Juno-Award: „Pop album of the Year“ für Siberia
- 2015: Juno Award: „Pop album of the Year“ für Little Machines
- 2018: Juno Award: „Pop album of the Year“ für Skin & Earth
- 2020: Juno Award: „Dance Recording of the Year“ für Love Me (mit Felix Cartal)